# Per Nylin
Per Nylin (* 22. September 1982 in Norrköping) ist ein schwedischer Schwimmer und Weltrekordhalter.

## Werdegang
Gemeinsam mit Stefan Nystrand, Petter Stymne und Marcus Piehl konnte Nylin bei den Kurzbahneuropameisterschaften 2007 in Debrecen einen neuen Weltrekord über die 4 × 50 m Freistil aufstellen.
Er studierte an der Southern Methodist University in Dallas.

## Rekorde
| Weltrekorde (1)                                               | Weltrekorde (1) | Weltrekorde (1)   | Weltrekorde (1) |
| ------------------------------------------------------------- | --------------- | ----------------- | --------------- |
| 4 × 50 m Freistil (Kurzbahn) (mit Stymne, Nystrand und Piehl) | 01:24,19 min    | 16. Dezember 2007 | Debrecen        |
| Europarekorde (1)                                             |                 |                   |                 |
| 4 × 50 m Freistil (Kurzbahn) (mit Stymne, Nystrand und Piehl) | 01:24,19 min    | 16. Dezember 2007 | Debrecen        |
| (Stand: 7. August 2008)                                       |                 |                   |                 |